# جون كورتني موراي
جون كورتني موراي (بالإنجليزية: John Courtney Murray)‏ هو فيلسوف أمريكي، ولد في 12 أبريل 1904 في نيويورك في الولايات المتحدة، وتوفي بنفس المكان في 16 أغسطس 1967.

## وصلات خارجية
- جون كورتني موراي على موقع الموسوعة البريطانية (الإنجليزية)